# Maggie Salcedo
Maggie Salcedo (1890-1959) est une peintre et illustratrice française de style Art déco.

## Biographie
Marguerite (Maggie) Séligmann-Lui naît le 8 mai 1890 à Paris, dans une famille de la bourgeoisie intellectuelle juive, française depuis plusieurs siècles. Son père, Gustave Séligmann-Lui, polytechnicien, Commandeur de la Légion d'Honneur, est ingénieur et Inspecteur Général des PTT.
Maggie étudie les arts graphiques à l'Académie de la Grande Chaumière. Ses premières illustrations publiées sont celles de Pomme et Poire, un livre pour enfants écrit par Christophe. Elle signe alors « Maggie ». Sa cousine Lily Jean-Javal (Lily Lévy), écrivain pour enfants, l'introduit chez les éditeurs Gedalge et Bourrelier. Elle créera plus tard pour ce dernier les couvertures des collections Aurore, Marjolaine'$ et Primevère. Elle commence également à publier dans des revues de mode telles que la Gazette du Bon Ton, à laquelle elle collabore jusqu'en 1920, avec une interruption pendant la guerre de 1914.

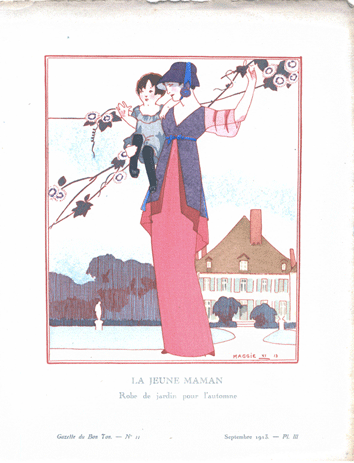
Dessin de mode pour La Gazette du Bon Ton, 1913.

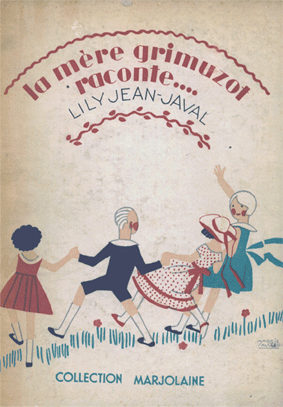
Couvertures de la collection Marjolaine, Editions Bourrelier et Compagnie, Paris.

En août 1915, elle épouse André Salzedo, un industriel céramiste de vieille souche juive bayonnaise. Ils auront trois enfants : Dominique, Pascaline et Marie-Violette. Partageant sa vie entre Paris et Bayonne, elle signe alors « Maggie Salzedo ».
A Bayonne, elle travaille avec l'architecte Benjamin Gomez : elle décore les somptueuses villas qu'il conçoit dans la région, en composant des panneaux muraux et des paravents aux motifs tirés du folklore et de la vie quotidienne  basques. Ils participent ensemble à l'Exposition internationale des Arts décoratifs de 1925.

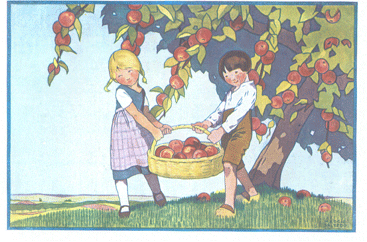
Image pour les écoles, Gedalge.

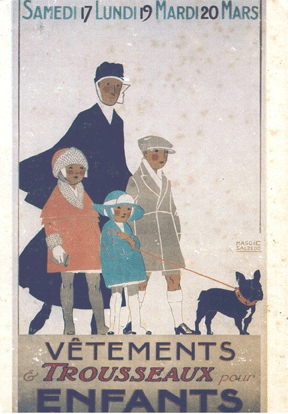
Affiche pour les Grands Magasins du Louvre.

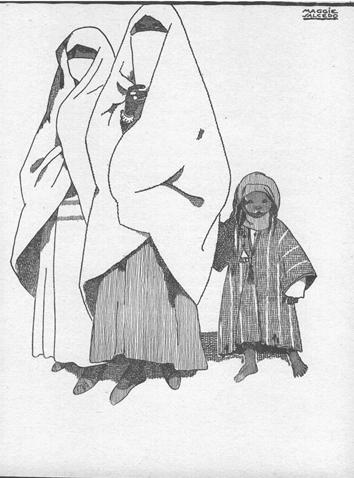
Illustration pour Un été dans le Sahara, E. Fromentin, 1935.

À Paris, elle illustre des livres pour enfants publiés chez Gedalge, Bourrelier, SUDEL, Calmann-Lévy. Elle crée la plupart des costumes de la poupée Bleuette, illustre le journal La Semaine de Suzette (Gautier-Languereau), publie chez Nathan des panneaux pour les écoles. Elle dessine des affiches pour les Grands magasins du Louvre, la Croix Rouge, les Aspirines du Rhône...
À partir de 1926-1927, en conflit avec son mari dont elle divorcera en 1931, Maggie change, le plus légèrement possible, son nom d'artiste : elle signe désormais « Maggie Salcedo »
Réfugiée à Bayonne puis dans la Creuse pendant la guerre de 1939-1945, avec sa plus jeune fille et sa belle-fille, elle vit une période difficile. épuisée par les difficultés financières et les angoisses de la guerre, elle renoue tant bien que mal ses contacts d'avant-guerre. Mais les éditeurs pour enfants sont eux-mêmes en difficulté. Maggie publie encore chez Gedalge et Gautier-Languereau, puis chez Hachette, Albin Michel. Elle écrit certains des livres qu'elle illustre. Elle travaille aussi avec sa sœur, Geneviève, traductrice sous le nom de Geneviève Sellier-Leclerc.
Maggie Salcedo s'éteint en novembre 1959 à l'âge de 69 ans.

## Œuvre
Parmi les illustrations effectuées par Maggie Salcedo figurent:

### Livres pour les enfants
- Le Mystère de la Pointe du Phare, Pierre Louis Lafitte (Bourrelier 1955)
- Les Malices de Pomme et Poire, Christophe, Bibliothèque d'éditions pour enfants (Paris, 1907)
- Fairies and Flowers, Frances Ward, Heinemann (Londres, 1911)
- Jeanne la bonne Lorainne, Jean-Baptiste Coissac, Larousse (Paris, 1914)
- La Quenouille du bonheur, Lily Jean-Javal , coll. « Aurore », Gedalge (1920)
- La Lumière du foyer, Lily Jean-Javal, Gedalge (Paris, 1923)
- Cousette, Lily Jean-Javal, Gedalge (Paris, 1924)
- Marthon et le Père Papyrus, Lily Jean-Javal, coll. « Aurore », Gedalge (1926)
- Bout-de-Réglisse n'a pas de malice, Maggie Salzedo, Gedalge (Paris, 1926)
- Les Trois souhaits du père Pain-Blanc, Maggie Salzedo, Gedalge (Paris, 1926)
- Contes, Hans Christian Andersen, Gedalge (Paris, 1927)
- Peau de Pêche, Gabriel Maurière, Gedalge (Paris, 1929)
- Anne-Marie ou le paradis de grand-mère, J. Oterdahl, Gedalge (Paris, 1931)
- Le Petit Pierre, Anatole France, Calmann-Lévy (Paris, 1932)
- La Mère Grimuzot raconte, Lily Jean-Javal, Bourrelier (Paris, 1932) [6]
- Nanou et Nanoche, Simone Louis-Lévy, Gedalge (Paris, 1932)
- Contes d'une grand-mère, George Sand, Gedalge (Paris, 1933)
- Dans la ronde des métiers et des jours, Hermin Dubus, SUDEL (Paris, 1933)
- Hermann et Dorothée, Johann Wolfgang von Goethe, SUDEL (Paris, 1934)
- Petit Christophe et son dirigeable, Erika Mann, Bourrelier (Paris, 1934)
- Le Livre de Miette, Maggie Salcedo, Bourrelier (Paris, 1934)
- La Mare au diable, George Sand, Gedalge (Paris, 1935)
- Eugénie Grandet, Honoré de Balzac, SUDEL (Paris, 1935)
- Les Trois aventureux, Lily Jean-Javal, Société d'éditions françaises (Paris, 1936)
- L'Étrange randonnée à travers l'Amérique, Upton Sinclair, Bourrelier (Paris, 1938)
- Paniers percés, Lily Jean-Javal, Bourrelier (Paris, 1939)
- Les Aventures de Pierre Ponce, chien sicilien, Pierre Besbre, Gedalge (Paris, 1940)
- Comment construire et animer des marionnettes, Marcel Temporal, Bourrelier (Paris, 1942)
- Fées et petites filles de la vieille France, Yvonne Ostroga, Hachette (Paris, 1948)
- La Mission du Biquet, Maggie Salcedo, Albin Michel (Paris, 1948)
- Jane Eyre, Charlotte Brontë, Gedalge (Paris, 1950)
- Escapade, Henri Daridon, Albin Michel (Paris, 1950)
- Dans les jolis sentiers, Nancy Lehmann, Nicolas éditeur (Niort, 1952)
- Le Voilier mystérieux, Marie-Claude Castéran (pseudonyme de Maggie Salcédo), Gautier-Languereau (Paris, 1954)
- La Robe de bal, Marie-Claude Castéran (pseudonyme de Maggie Salcédo), Gautier-Languereau (Paris, 1955)
- La Revanche de Sybil, Lily Jean-Javal, Gedalge (Paris, 1955)

### Revues
- Le jardin des modes nouvelles, Librairie centrale des Beaux-Arts (Paris, 1912)
- Gazette du Bon Ton, Librairie centrale des Beaux-Arts (Paris, 1912-1921)
- La semaine de Suzette, Gautier-Languereau (Paris, 1928, 1929, 1932-34, 1950)
- L'illustration (no 4760, Paris, 1934)

### Publicité
- Agendas des Grands magasins du Louvre (Paris, 1924, 1926)
- Affiches (lithographies) Au Louvre (Paris, 1923-1930)
- Affiches (lithographies) et cartes postales pour la Croix Rouge de la jeunesse (Paris, vers 1925)